# Erwin Bünning
Erwin Bünning (* 23. Januar 1906 in Hamburg; † 4. Oktober 1990 in Tübingen) war ein deutscher Biologe und Universitätsprofessor.

## Werdegang
Bünning war ab 1931 Privatdozent an der Universität Jena, 1938 wurde er außerordentlicher Professor an der Universität Königsberg und 1941 an der Universität Straßburg. 1945 wurde er ordentlicher Professor an der Universität zu Köln. 1946 wechselte er als Ordinarius und Direktor des Botanischen Instituts und Botanischen Gartens an die Universität Tübingen. Von 1952 bis 1953 amtierte er dort auch als Rektor der Universität.
Hauptforschungsgebiet von Bünning waren die photoperiodischen Reaktionen von Pflanzen. Bünning gilt als Entdecker der „inneren Uhr“ von Organismen und zusammen mit Jürgen Aschoff und Colin Pittendrigh als Begründer der Chronobiologie.

## Ehrungen und Mitgliedschaften
- Ehrendoktor: University of Glasgow (1974), Universität Freiburg (1977), Universität Erlangen (1977) und Universität Göttingen (1986)
- Deutsche Akademie der Wissenschaften, Berlin
- Göttinger Akademie der Wissenschaften (seit 1953)[2]
- Leopoldina, Halle (seit 1954)
- Heidelberger Akademie der Wissenschaften
- Bayerische Akademie der Wissenschaften
- National Academy of Sciences, USA, Washington
- Auswärtiges Mitglied der Royal Society of London
- Mitglied der American Philosophical Society (seit 1977)[3]
- Ehrenmitglied der Indian Academy of Sciences
- Ehrenmitglied der  Deutschen Botanischen Gesellschaft, DBG

## Schriften (Auswahl)
- Die Physiologie des Wachstums und der Bewegungen. 1939
- Theoretische Grundfragen der Physiologie. 1945. Weitere Auflage: 1949
- In den Wäldern Nordsumatras: Reisebuch eines Biologen. 1947
- Entwicklungs- und Bewegungsphysiologie der Pflanze. – 3. Aufl. 1953
- Die physiologische Uhr. 1958
- Die physiologische Uhr: Zeitmessung in Organismen mit ungefähr tagesperiodischen Schwingungen. – 2., verb. u. erw. Aufl. 1963
- Wilhelm Pfeffer: Apotheker, Chemiker, Botaniker, Physiologe; 1845–1920. 1975
- Die physiologische Uhr: circadiane Rhythmik und Biochronometrie. – 3., gründlich überarb. Aufl. 1977
- Ahead of his time: Wilhelm Pfeffer; early advances in plant biology. 1989